# FC Vilnius
FC Vilnius was een Litouwse voetbalclub uit de hoofdstad Vilnius. De club werd in 1974 opgericht als Šviesa Vilnius.
Sinds 2003 speelde de club in de hoogste klasse en eindigde een keer in de top vijf. In 2008 werd de club opgeheven.

## Historische namen
- 1974 – Šviesa
- 1990 – ASMM Šviesa
- 1991 – SM Vilnius
- 1992 – AFK Vilnius
- 1994 – Šviesa
- 2004 – FC Vilnius (FK Vilnius)

## Bekende (ex-)spelers
- Paulinho
- Deivydas Matulevičius